# Кортіна-д'Ампеццо
Кортіна-д'Ампеццо (італ. Cortina d'Ampezzo, вен. Cortina d'Anpezo) — муніципалітет в Італії, у регіоні Венето, провінція Беллуно.
Кортіна-д'Ампеццо розташована на відстані близько 520 км на північ від Рима, 125 км на північ від Венеції, 45 км на північ від Беллуно.
Населення — 5920 осіб (2014).
Щорічний фестиваль відбувається 3 травня. Покровитель — Филип.

## Демографія
Населення за роками:

Станом на 1 січня 2023 року в муніципалітеті офіційно проживало 248 іноземців з 46 країн, серед них 87 громадян країн Євросоюзу та 51 громадянин України.

## Клімат

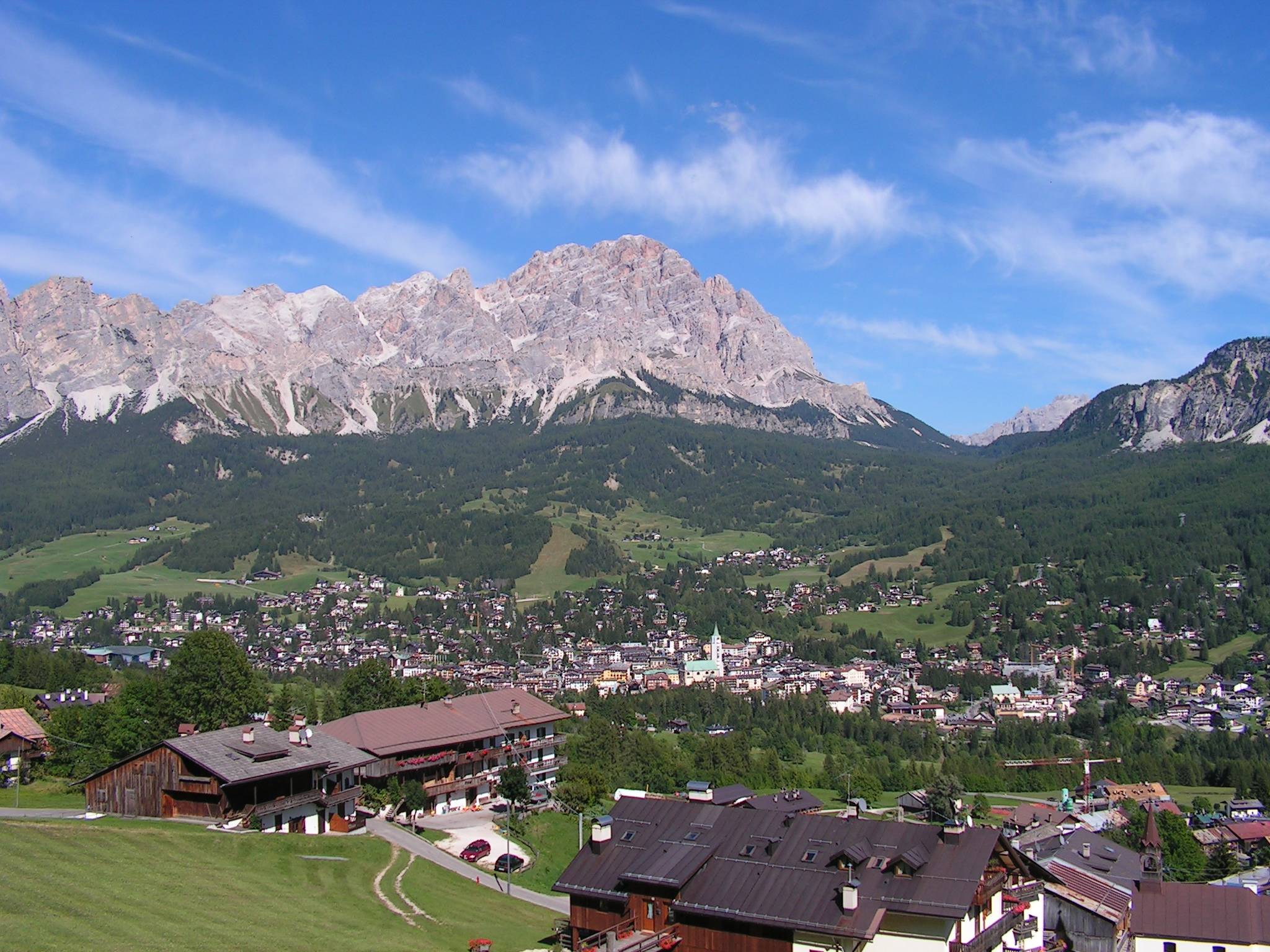

| CORTINA D'AMPEZZO | Місяці | Місяці | Місяці | Місяці | Місяці | Місяці | Місяці | Місяці | Місяці | Місяці | Місяці | Місяці | Пора | Пора | Пора | Пора | Рік  |
| CORTINA D'AMPEZZO | Січ    | Лют    | Бер    | Кві    | Тра    | Чер    | Лип    | Сер    | Вер    | Жов    | Лис    | Гру    | Зим  | Вес  | Літ  | Осі  | Рік  |
| ----------------- | ------ | ------ | ------ | ------ | ------ | ------ | ------ | ------ | ------ | ------ | ------ | ------ | ---- | ---- | ---- | ---- | ---- |
| Темп. макс. (°C)  | 2.5    | 4.3    | 7.2    | 11.1   | 15.8   | 19.2   | 21.6   | 20.8   | 18.6   | 13.6   | 6.9    | 3.5    | 3.4  | 11.4 | 20.5 | 13   | 12.1 |
| Темп. мін. (°C)   | -7.6   | -6.6   | -3.4   | 0.3    | 4.2    | 7.5    | 9.1    | 8.9    | 6.3    | 2.3    | -1.9   | -6.1   | -6.8 | 0.4  | 8.5  | 2.2  | 1.1  |

## Відомі особистості
В поселенні народились:
- Джузеппе Гедіна (1825-1898) — італійський художник та громадський діяч.
- Луїджі Гедіна (1829-1900) — італійський художник та громадський діяч.

## Спорт
Кортіна д'Ампеццо — відомий гірськолижний курорт. В місті проходили Зимові Олімпійські ігри 1956. У місті базується хокейна команда «Кортіна-д'Ампеццо» багаторазовий чемпіон Італії.

## Сусідні муніципалітети
- Ауронцо-ді-Кадоре
- Бадія
- Браїєс
- Колле-Санта-Лучія
- Добб'яко
- Лівіналлонго-дель-Коль-ді-Лана
- Мареббе
- Сан-Віто-ді-Кадоре

## Галерея зображень

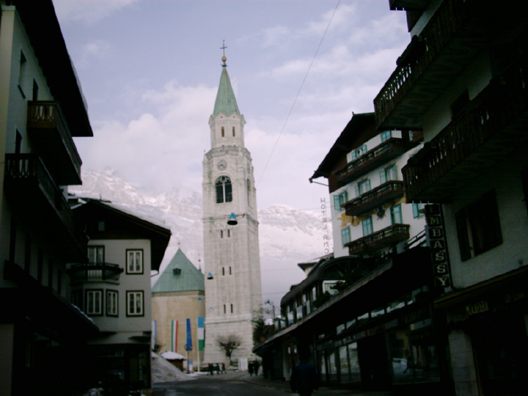
Корсо Італія.
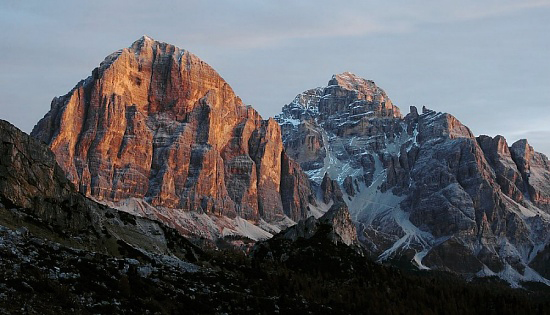
Гора Тофана ді Розес.
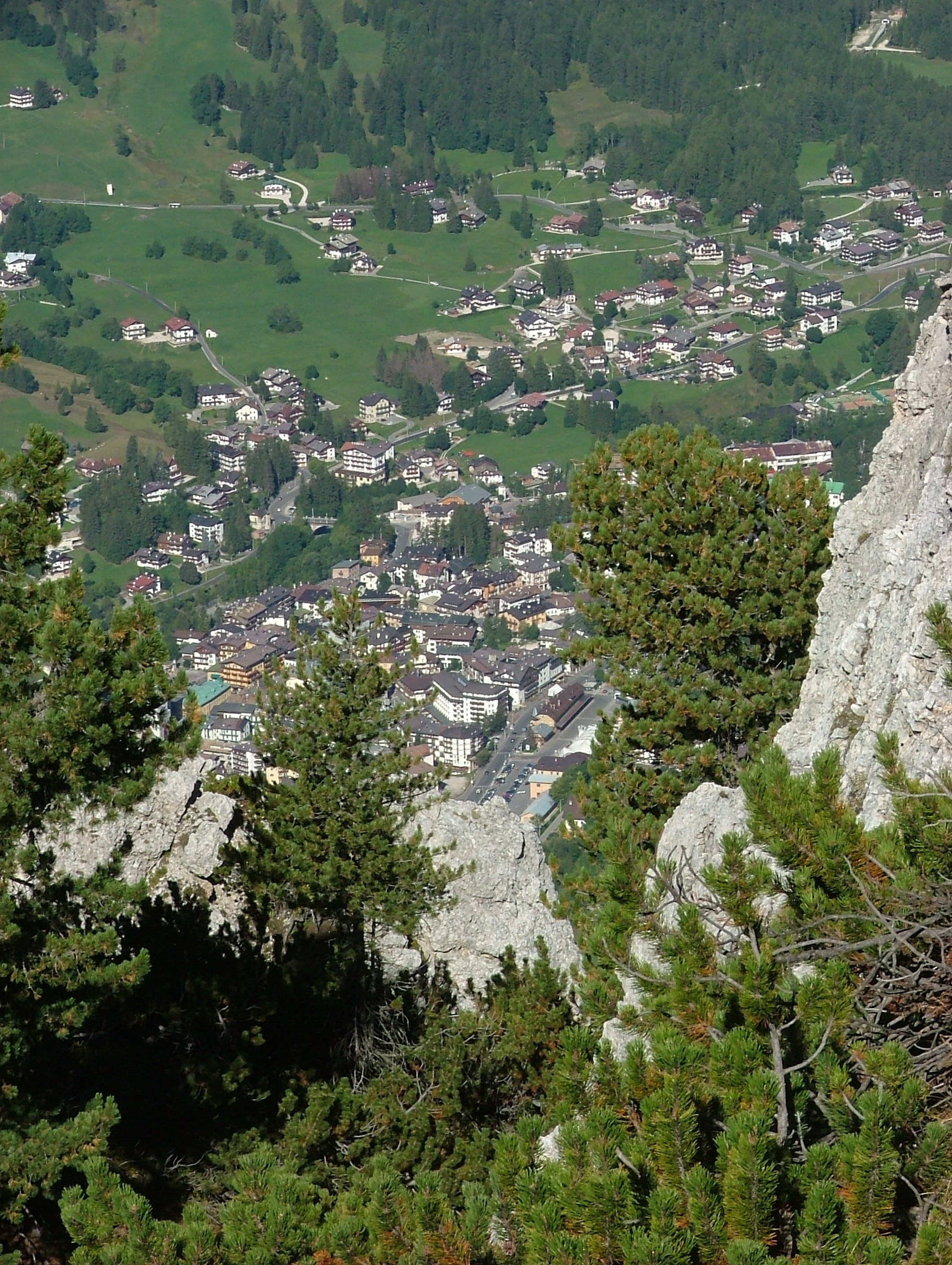
Вид міста з гори Фалорія.
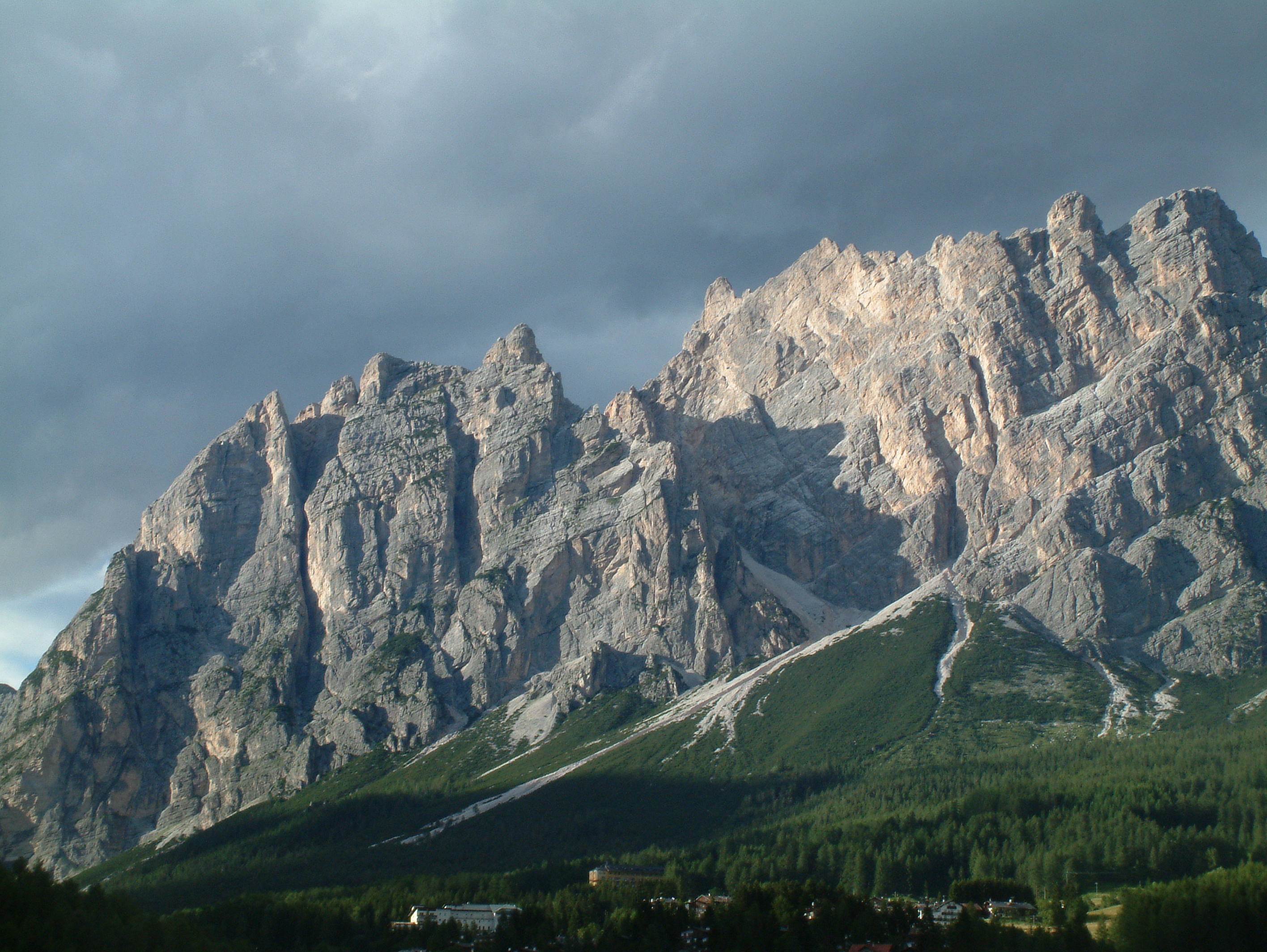
Гора Помагагнон, на північній стороні Валле-д'Ампеццо.
Озеро Сорапісс